# Zgrupowanie Warta
Zgrupowanie Warta – zgrupowanie oddziałów Armii Krajowej należących do Okręgu Lwowskiego AK, powstałe na początku września 1944, po wycofaniu się wojsk niemieckich na Rzeszowszczyźnie (pomiędzy Sanokiem a Lubaczowem).

## Utworzenie Zgrupowania
Wobec ciągłego napływu zza Sanu zarówno całych oddziałów leśnych, jak i pojedynczych żołnierzy, oddziały  Zgrupowania „Warta" uformowano w 4 bataliony, które szybko osiągnęły stan do 1600 żołnierzy. Wszyscy kwaterowali po wsiach polskich w czworoboku między Leżajskiem, Rzeszowem, Brzozowem a rzeką San, często zmieniając miejsce kwaterowania.

## Struktura organizacyjna

### Sztab
Dowódcą Zgrupowania Warta został ppłk Franciszek Rekucki "Topór" (wcześniej "Bak"), zastępcą ppłk Bolesław Tomaszewski ("Ostroga", "Bat", "Bolesław", "Warta").
Oficerami sztabu byli ponadto: kpt./mjr Edward Baszniak Robert, ppor. Władysław Śledziński Nemo, por. Bolesław Daniłłowicz Jur, kpt./mjr Witold Szredzki Sum (od kwietnia 1945).

### Batalion „A"
Pod dowództwem por/kpt. Ludwika Kurtycza „Mazurkiewicza", poprzednio komendanta obwodu Mościska. Rozmieszczony był na terenie powiatu przemyskiego.
Składał się z:
- kompanii A-1 pod dowództwem ppor. Jana Jędrachowicza Promienia
- kompanii A-2 pod dowództwem por. Mariana Niżankowskiego Junoszy
- kompanii A-3 ppor. Chytrego (NN)

### Batalion „B"
Pod dowództwem najpierw ppor. Tadeusza Żelechowskiego Ringa, następnie kpt Juliana Bistronia „Godziemby", komendanta Obwodu Lubaczów, a w końcu kpt. Edwarda Baszniaka Roberta. Rozmieszczony był na terenie powiatu lubaczowskiego.
Batalion B obsadził posterunki milicji na terenie powiatu lubaczowskiego. Posterunki miały podwójne dowództwo, obok oficjalnego wyznaczonego przez komendanta powiatowego MO, w Lubaczowie funkcję zakonspirowanego dowódcy pełnili kolejno: kpt. Julian Bistroń /Bystroń/ "Godziemba", ppor. Tadeusz Żelechowski „Ring" i kpt. Edward Baszniak „Orlicz".
Batalion składał się z:
- kompanii B-1 pod dowództwem sierż. Michała Franusa Sicińskiego
- kompanii B-2 pod dowództwem podoficera Tadeusza Tabaczka Chodzickiego
- kompanii B-3 pod dowództwem plut. Franciszka Franusa Oszczepskiego
- kompanii B-4 pod dowództwem sierż. Tadeusza Czubryta Zagończyka

### Batalion "C"
Pod dowództwem kpt. Witolda Szredzkiego „Sulimy", później por./kpt. Jana Lewickiego Zawiszy. Rozmieszczony był na terenie powiatów łańcuckiego, przeworskiego i brzozowskiego.
W skład batalionu wchodziły:
- kompania C-1 pod dowództwem ppor./por. Józefa Dobrowolskiego Żuka
- kompania C-2 pod dowództwem por./kpt. Tomasza Matyszewskiego Ćwikły
- kompania C-3 pod dowództwem por./kpt. Włodzimierza Białka Zycha

### Batalion „D"
Pod dowództwem rtm. Włodzimierza Białoszewicza „Dana". Rozmieszczony był na terenie powiatów rzeszowskiego i brzozowskiego.
W jego skład wchodziły:
- kompania D-1 pod dowództwem por./kpt. Kazimierza Justkowskiego Burzana
- kompania D-2 pod dowództwem por./kpt. Henryka Kozińskiego Floriana, następnie plut. Rudolfa Semkowicza Zaręby
- kompania D-3 pod dowództwem plut. Mieczysława Semkowicza Kruka
- kompania D-14 kpt. Dragana Sotiroviča "Draży"
- kompania D-26 por. Józefa Bissa "Wacława"

## Działalność
Zgrupowanie „Warta" było w zasadzie przygotowane do ewentualnego pójścia na odsiecz Lwowa, gdyby miasto to ostatecznie zostało przyznane Polsce (ciągle łudzono się, że tak będzie), a Ukraińcy mimo wszystko próbowali je opanować (czyli powtórki z roku 1918).
Ochraniano też wsie polskie przed atakami UPA, staczając także utarczki z oddziałami sowieckimi i sotniami UPA. Do większych walk jednak nie doszło. Organizowano również pacyfikacje wsi ukraińskich (m.in. Grabówka, Lalin, Witryłów, Końskie, Srogów).
Ugrupowanie działało do 15 sierpnia 1945, kiedy to zostało rozwiązane. Pod koniec sierpnia 1945 w jednym z domów w Gniewczynie Łańcuckiej ppłk Tomaszewski zakopał pod podłogą archiwum „Warty". Tam też zostało odnalezione przez Wojciecha Stojaka wraz ze współpracownikami na antenie programu "Klub Poszukiwaczy Skarbów" w marcu 1997 dzięki informacji członka Zgrupowania Stanisława Ciska.

## Literatura
- Jerzy Węgierski – "Oddziały leśne "Warta" Obszaru Lwów na Rzeszowszczyźnie (wrzesień 1944-czerwiec1945)", w: Zeszyty Historyczne WiN-u nr 9, grudzień 1996